# Организация солидарности народов Азии и Африки

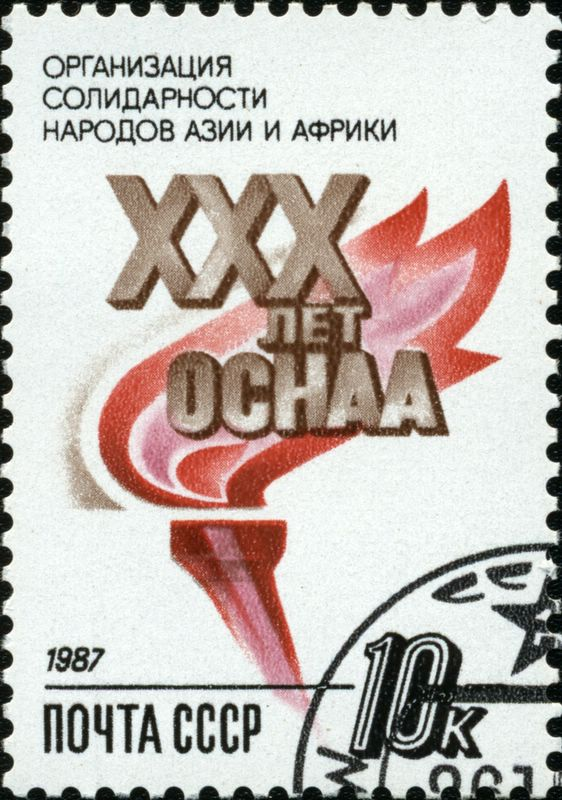
Почтовая марка СССР, 1987 год: 30 лет ОСНАА.

Организация солидарности народов Азии и Африки (ОСНАА) — международная общественная организация, ставящая своей задачей объединение, координацию и усиление освободительной борьбы народов Азии и Африки «против империализма, колониализма, неоколониализма, расизма, сионизма и фашизма», за обеспечение их экономического, социального и культурного развития. 
Главная контора (офис) Организации солидарности народов Азии и Африки расположена в Каире.

## История

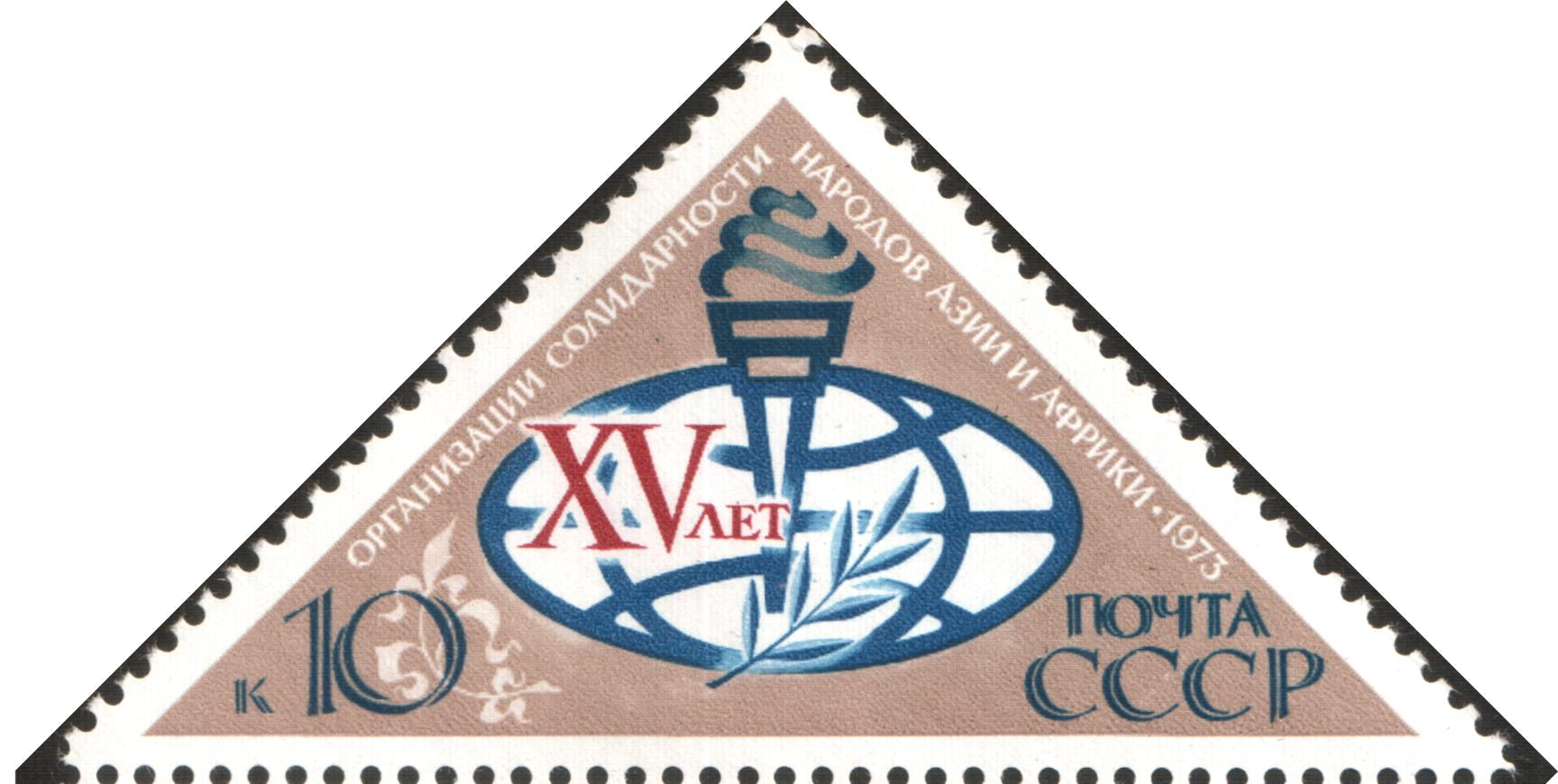
Почтовая марка СССР, 1973 год: 15 лет ОСНАА.

ОСНАА основана на 1-й конференции солидарности стран Азии и Африки (Архивная копия от 8 марта 2016 на Wayback Machine) в городе Каир (26 декабря 1957 года — 1 января 1958 года) под названием Совет солидарности стран Азии и Африки. Затем была преобразована в ОСНАА на 2-й конференции в г. Конакри в апреле 1960 года.
Устав ОСНАА был принят в 1974 году. Организация объединяет около 80 членских организаций; в качестве ассоциированных членов в деятельности ОСНАА участвуют комитеты солидарности европейских социалистических стран, в качестве наблюдателей — ряд международных организаций, в том числе ВФП, МДФЖ, ВФДМ, Всемирный Совет Мира, Международный союз студентов.
Высший орган ОСНАА — конгресс (созывается один раз в три года); ежегодно созываются сессии Совета, состоящего из глав организаций — членов ОСНАА и наблюдателей, два раза в год — сессии Президиума координационного органа, членами которого являются видные деятели движения. Рабочий орган — Постоянный секретариат во главе с генеральным секретарём.
ОСНАА издаёт ежемесячный журнал «Афро-азиатские народы» (на английском, арабском и французском языках).
С 2008 года по 2011 год президентом ОСНАА являлся известный египетский писатель и общественный деятель Ахмед Хамруш.
В 2008 году в Каире прошла международная конференция, посвященная 50-летию Организации солидарности народов Азии и Африки.